# Sant Andreu de la Móra
La Móra és una església sufragània de la parròquia de la Valldora (Navès) dedicada a Sant Andreu. És la capçalera de la rasa de la Móra, sota els cingles de les Lliberteres, a 950 m. d'altitud. Antigament fou una església parroquial que ja és citada en l'acta de consagració de la catedral de la Seu d'Urgell (any 839).